# Palazzo della Civiltà Italiana
Palazzo della Civiltà Italiana, även benämnt Palazzo della Civiltà del Lavoro, är ett palats i Rom, beläget i EUR. Palatset påbörjades 1938 och invigdes 1940, trots att det då var ofullbordat. Byggnaden utgör ett exempel på fascistisk arkitektur.
Palatset uppfördes med syfte att hysa en utställning om den italienska civilisationen. Överst har Mussolini låtit hugga in inskriptionen: VN POPOLO DI POETI DI ARTISTI DI EROI DI SANTI DI PENSATORI DI SCIENZIATI DI NAVIGATORI DI TRASMIGRATORI, ”Ett folk av poeter, konstnärer, hjältar, helgon, tänkare, vetenskapsmän, sjöfarare, vandringsmän”.
Byggnaden förekommer i en rad filmer, bland andra:
- Rom – öppen stad (1945)
- O.K. Nerone (1951)
- Feber (1962)
- 8 ½ (1963)
- Arkitektens mage (1987)
- Titus (1999)
- Cubic (2001)
- Notte prima degli esami (2006)

## Bilder
| - Den krönande inskriptionen. - Portikerna med skulpturer. |